# Akamina-Kishinena Park
Akamina-Kishinena Park är en park i Kanada.   Den ligger i provinsen British Columbia, i den södra delen av landet, 2 900 km väster om huvudstaden Ottawa. Akamina-Kishinena Park ligger 2 239 meter över havet.
Terrängen runt Akamina-Kishinena Park är kuperad åt nordost, men åt sydväst är den bergig. Akamina-Kishinena Park ligger uppe på en höjd. Trakten runt Akamina-Kishinena Park är nära nog obefolkad, med mindre än två invånare per kvadratkilometer.. Det finns inga samhällen i närheten.
Trakten runt Akamina-Kishinena Park består i huvudsak av gräsmarker.